# Substrat (bioquímica)
En química, un substrat químic és una espècie química que es considera, de forma explícita, objecte de l'acció d'altres reactius. Per exemple, un compost químic la transformació del qual és intervinguda per un catalitzador.
En bioquímica, un substrat bioquímic és una molècula sobre la qual actua un enzim. Els enzims catalitzen reaccions químiques que impliquen els substrats. El substrat s'uneix al lloc actiu de l'enzim, formant un complex enzim-substrat. El substrat és descompost en un producte i alliberat del lloc actiu. Aleshores, el lloc actiu pot acceptar una nova molècula de substrat. Per exemple, en la reacció que té lloc en afegir l'enzim renina a la llet, provocant la coagulació de la llet, el substrat és la llet i l'enzim és la renina. Un altre exemple és la reacció de l'enzim catalasa en la descomposició química del peròxid d'hidrogen, en què l'enzim queda igual i el substrat canvia.
2 H₂O₂ → 2 H₂O + O₂.
Aquesta és una equació general:
E + S ⇌ ES → EP ⇌ E + P
on E = enzim, S = substrat/s, P = producte/s
Cal remarcar que només el pas intermedi és irreversible.
Si s'augmenta la concentració del substrat, també augmentarà la velocitat de reacció degut a la probabilitat que augmenti el nombre de complexos enzim-substrat; això té lloc fins que l'enzim esdevé el factor limitant.
És important remarcar que els substrats sobre els quals un determinat enzim pot actuar in vitro poden no reflectir els substrats fisiològics i endògens de l'enzim in vivo. Per exemple, mentre que l'àcid gras amida hidrolasa (FAAH) pot hidrolitzar els endocannabinoides 2-araquidonoilglicerol (2-AG) i l'anandamida a velocitats similars in vitro, la disrupció genètica o farmacològica de la FAAH eleva l'anandamida però no el 2-AG, cosa que suggereix que el 2-AG no és un substrat endogen in vivo de la FAAH. En un altre exemple, les N-acil taurines (NATs) augmenten dràsticament en animals amb disrupció de FAAH, però en realitat són rares en substrats de FAAH in vitro.